# نقره برمید
نقره برمید یا نقره(I)برمید یک ترکیب شیمیایی از فلز نقره و با فرمول شیمیایی (AgBr) است. این ماده شیمیایی به شکل پودر زرد بسیار کم رنگ و نامحلول در آب می‌باشد. بخاطر حساسیت‌های غیرمعمول آن به نور در صنایع عکاسی برای تهیه فیلم مورد استفاده قرار می‌گیرد. نمک‌های دیگر آن را به‌طور طبیعی به عنوان bromargyrite معدنی (bromyrite) می‌توان یافت.